# 羽尾明
羽尾 明（はねお あきら、1980年11月24日 - ）は、日本の俳優。東京都出身。血液型O型。旧芸名は「羽緒レイ」（はねおれい）。

## 人物
2001年、『仮面ライダーアギト』に青年役で出演し、その妖しく中性的な容貌で人気を集めた。
2004年8月、「羽尾明」に改名。
2012年頃にはYouTubeチャンネルを開設し、羽尾自身が作詞、歌唱した楽曲をアップしていた。
2021年現在も所属事務所のホームページには名前が載っているが、2014年以降の芸能活動は確認されず、ブログの更新もないため活動休止中と見られる。
好きな色は黒、好きな音楽はロック、好きなものはシルバーアクセサリー、好きな映画は『カクテル』。

## 出演

### テレビ
- 天才てれびくんワイド「魔界探偵 第4話/魔の湖の呼び声」(2000年11月13日 - 11月22日、NHK教育テレビ) - 河合静也 役
- 仮面ライダーアギト（2001年1月28日 - 2002年1月27日、テレビ朝日） - 青年 役
- 踊る!さんま御殿!!(2002年、日本テレビ) - ゲスト
- 旬が好き!(2002年 - 2003年、フジテレビ) - レギュラー
- 新春かくし芸大会（2004年、フジテレビ) - 白組アクロバットモンキーズ
- ベースボール喫茶太平洋（2005年、スカイパーフェクトTV!）
- Mission ENGLiSH (2014年、BSフジ) - 先生 役

### 映画
- 劇場版 仮面ライダーアギト PROJECT G4（2001年） - 謎の青年 役